# Liste der Kulturdenkmäler in Kapellen-Drusweiler
In der Liste der Kulturdenkmäler in Kapellen-Drusweiler sind alle Kulturdenkmäler der rheinland-pfälzischen Ortsgemeinde Kapellen-Drusweiler einschließlich des Weilers Deutschhof aufgeführt. Grundlage ist die Denkmalliste des Landes Rheinland-Pfalz (Stand: 14. August 2023).

## Denkmalzonen
| Bezeichnung          | Lage                            | Baujahr         | Beschreibung | Bild                           |
| -------------------- | ------------------------------- | --------------- | --- | ------------------------------ |
| Denkmalzone Friedhof | Drusweiler, Friedhofstraße Lage | 19. Jahrhundert | mehrere Grabmale des 19. Jahrhunderts: - Grabmal F. K. Juncker (1816–1861); - anonyme Grabsäule bekrönt von sitzendem Knaben, Mitte des 19. Jahrhunderts (Bild); - Grabmal Christina Schowalter „vom Kaplaneihof“ (1849–1875), reiche neugotische Stele mit Eckfiguren (Bild) | weitere Bilder Fotos hochladen |

## Einzeldenkmäler
| Bezeichnung                 | Lage                                             | Baujahr         | Beschreibung | Bild                           |
| --------------------------- | ------------------------------------------------ | --------------- | --- | ------------------------------ |
| Mennonitische Kapelle       | Deutschhof, Nr. 20 Lage                          | 1841            | Saalbau, 1841                                                                                                   | Fotos hochladen                |
| Protestantischer Pfarrhof   | Drusweiler, Dorfstraße 7 Lage                    | 1767 ff.        | ehemaliger protestantischer Pfarrhof; hakenförmige Anlage, 1767 ff.; spätbarocker Walmdachbau, Walmdach-Scheune | Fotos hochladen                |
| Hofanlage                   | Drusweiler, Dorfstraße 11 Lage                   | 18. Jahrhundert | Hakenhof; barockes Fachwerkhaus, 18. Jahrhundert                                                                | Fotos hochladen                |
| Protestantische Pfarrkirche | Kapellen, Raiffeisenstraße 2, Wassergasse 1 Lage | 1717–1719       | barocker Saalbau, bezeichnet 1717–1719 (Bild), neuromanischer Turm, bezeichnet 1865                             | weitere Bilder Fotos hochladen |
| Transformatorenstation      | Kapellen, Wassergasse Lage                       | 1920er Jahre    | Transformatorenstation, 1920er Jahre                                                                            | Fotos hochladen                |